# 남성공포증

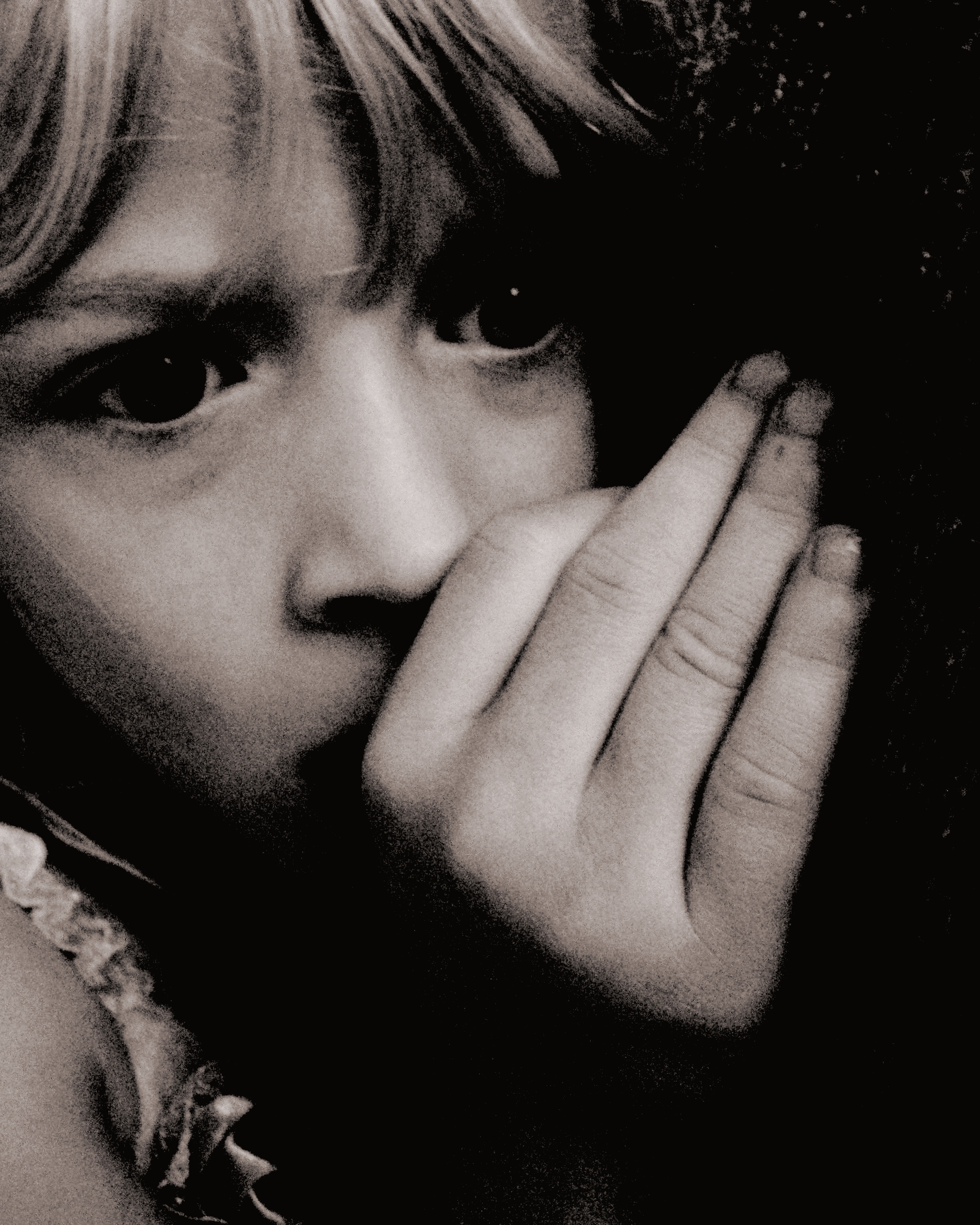

남성공포증(男性恐怖症, androphobia)은 사회공포증의 일종이다. 개인차는 있지만 남성에 대한 강한 불안감, 수치심을 느끼며 남성과 함께 있는 것을 견딜 수 없어하는 병적 심리이다. 남성이 접근하는 것만으로도 불안을 느낄 수 있다.
일반적으로 여성에게서 나타나는 증상으로, 강간 피해자나 학대 경험자 등의 남성에 대한 트라우마가 표출되는 경우가 많다.

## 같이 보기
- 여성공포증
- 남성혐오
- 공포증 목록